# Quatro Reis Celestiais (Taiwan)
Os Quatro Reis Celestiais ou Quatro Grandes Montanhas (四大名山) de Taiwan referem-se a quatro mestres budistas Taiwaneses, cada um dos quais fundou uma influente instituição budista no país. O termo extrai o seu nome dos Quatro Reis Celestiais, que governam cada um dos reinos celestiais da cosmologia budista. Tal como a mitologia dos Quatro Reis Celestiais, cada professor budista corresponde a uma direção cardeal, com base no local onde a sua organização está localizada em Taiwan. As instituições correspondentes aos mestres são referidas como as "Quatro Grandes Montanhas".
Os quatro mestres e suas instituições correspondentes são:
- Norte (Jinshan): Mestre Sheng-yen (聖嚴, falecido em 2009) da Dharma Drum Mountain (法鼓山)
- Sul (Dashu): Mestre Hsing Yun (星雲, falecido em 2023) de Fo Guang Shan (佛光山)
- Leste (Hualien): Mestre Cheng Yen (證嚴) da Fundação Tzu Chi (慈濟基金會)
- Oeste (Nantou): Mestre Wei Chueh (惟覺, falecido em 2016) de Chung Tai Shan (中台山)

## Sheng Yen
Mestre Sheng Yen (22 de Janeiro de 1931 – 3 de Fevereiro de 2009) foi um monge budista chinês e estudioso religioso. Fundou a Dharma Drum Mountain, localizada no distrito de Jinshan, New Taipei City, Taiwan em 1989. A Dharma Drum Mountain tem o objetivo de melhorar o mundo e estabelecer uma "Terra Pura na Terra" através da educação budista, concentrando-se na educação do público em budismo.
Nascido Chang Baokang perto de Xangai, na China continental, tornou-se monge aos 13 anos de idade. Durante a Guerra Civil Chinesa, ele deixou a condição de monge e foi para Taiwan em 1949, alistando-se numa unidade do Exército Nacionalista . Depois de deixar o exército, Sheng Yen voltou a ser monge e tornou-se reconhecido como um Herdeiro do Dharma tanto nas tradições Linji como Caodong . Sheng Yen foi um herdeiro do dharma da 57ª geração de Linji Yixuan na escola Linji (japonês: Rinzai ) e um herdeiro do dharma da terceira geração de Hsu Yun . Na linhagem Caodong (japonês: Sōtō ), Sheng Yen foi um herdeiro do Dharma de 52ª geração de Dongshan Liangjie (807-869) e um herdeiro direto do Dharma de Dongchu (1908–1977).
Sheng Yen tornou-se professor no Mosteiro Shan Dao em Taipei e depois concluiu um mestrado (1971) e um doutoramento (1975) em literatura budista na Rissho University no Japão . Na época, Sheng Yen era a única grande figura budista em Taiwan a ter obtido o doutoramento numa reputada universidade estrangeira. Sheng Yen tornou-se abade de Nung Chan em Taiwan em 1978 e fundador do Instituto de Cultura Budista Chung-Hwa na cidade de Nova York em 1979. Em 1985, fundou o Instituto de Estudos Budistas Chung-Hwa em Taipei e a Fundação Internacional Cultural e Educacional daDharma Drum Mountain em 1989.
Sheng Yen morreu de insuficiência renal em 3 de Fevereiro de 2009, ao regressar do Hospital Universitário Nacional de Taiwan em Taipei.

## Hsing Yun

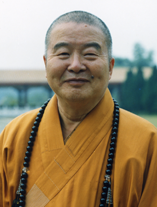
Mestre Hsing Yun, o fundador de Fo Guang Shan.

Mestre Hsing Yun (19 de Agosto de 1927 - 5 de Fevereiro de 2023) foi um monge budista chinês . Fundou o mosteiro Fo Guang Shan no distrito de Dashu, Kaohsiung, Taiwan em 1967. O mosteiro é o maior templo budista de Taiwan e é o mais abrangente das "Quatro Grandes Montanhas". A organização segue o Budismo Humanista, que se concentra em usar o budismo para melhorar o mundo atual, bem como promover a cultura chinesa, a educação budista e a caridade. O templo é conhecido pelo seu uso de tecnologia moderna e métodos de ensino.
Hsing Yun entrou na vida monástica aos 12 anos e aprendeu sobre o modernismo budista em 1945 enquanto estudava no Colégio Budista Jiaoshan. Fugiu da China continental para Taiwan em 1949 após a vitória comunista na Guerra Civil Chinesa, mas foi preso juntamente com vários outros monásticos. Foram eventualmente libertados após três semanas, e Hsing Yun passou os seguintes anos a fundar numerosos templos e a obter um grande número de seguidores. Em 1966, Hsing Yun comprou um terreno em Kaohsiung onde construiu um grande mosteiro. Após a sua conclusão parcial, o templo foi inaugurado em 1967, e mais tarde se tornaria a sede do Fo Guang Shan.
Fo Guang Shan entrou na China continental no início do século XXI, concentrando-se mais na caridade e no renascimento cultural chinês do que na propagação budista, a fim de evitar conflitos com o Partido Comunista Chinês, que se opõe à religião. A presença de Fo Guang Shan na China aumentou sob a liderança do Secretário-Geral Xi Jingping, depois de ter iniciado um programa para reavivar as fés tradicionais chinesas. Segundo Hsing Yun, o seu objetivo na China continental era trabalhar com o governo continental para reconstruir a cultura da China após a destruição da Revolução Cultural, em vez de promover o budismo na China continental.

## Cheng Yen

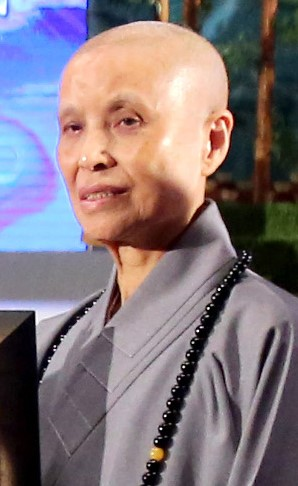
Mestre Chen Yen, fundadora da Fundação Tzu Chi.

Mestre Cheng Yen (nascida em 14 de Maio de 1937) é uma freira budista taiwanesa (bhikkhuni), professora, e filantropa. Ela foi aluna direta do Mestre Ying Shun, uma importante figura no desenvolvimento inicial do Budismo Humanista em Taiwan. Ela fundou a Buddhist Compassion Relief Tzu Chi Foundation, comumente conhecida como Tzu Chi, em 1966. Mais tarde, tornou-se numa das maiores organizações humanitárias do mundo, e a maior organização budista de Taiwan . Embora ainda de natureza budista, a organização concentra-se principalmente na caridade e no trabalho humanitário, e não na propagação budista.
Cheng Yen nasceu como "Chin-Yun Wong" em 1937 na cidade de Kiyomizu, distrito de Taikō, província de Taichū, Taiwan japonesa (atual Qingshui, cidade de Taichung, Taiwan). Ao contrário dos outros Quatro Reis Celestiais, Cheng Yen nasceu em Taiwan, e não na China continental. Cheng-Yen cresceu sob a ocupação japonesa de Taiwan durante a Segunda Guerra Mundial . Ao decidir tornar-se freira, Cheng Yen fugiu para um templo em 1960, mas foi trazida de volta para casa depois de três dias. Ela fugiu de casa pela segunda vez em 1961, e vagueou com um mestre budista por dois anos até encontrar o Venerável Mestre Yin Shun, a quem pediu para ser seu mentor de forma a poder ser oficialmente ordenada. O mestre Yin Shun deu-lhe o nome de dharma "Cheng Yen".
Em 1966, Cheng Yen foi ao hospital em Fenglin e soube que uma mulher aborígine taiwanesa teve um aborto espontâneo e morreu devido à família não poder pagar o depósito de 8.000 dólares em Novo Taiwan. Mais tarde naquele ano, Cheng Yen teve uma conversa com três freiras católicas no Templo Pu Ming. Embora as freiras admitissem a profundidade dos ensinamentos budistas, elas observaram que a Igreja Católica ajudou pessoas por todo o mundo, construindo escolas e hospitais. Depois perguntaram: "Mas o que é que o budismo fez pela sociedade?" Estes dois acontecimentos fizeram a Mestre Cheng Yen perceber que o budismo tinha que fazer mais do que simplesmente encorajar o cultivo privado da alma das pessoas.
A Mestre Cheng Yen estabeleceu a Fundação Tzu Chi em 1966 como um grupo de trinta donas de casa que pouparam dinheiro para ajudar famílias carenciadas. Tzu Chi alargou o âmbito do seu trabalho de ajuda a famílias carenciadas à assistência médica em 1970. Em 1986, Tzu Chi estabeleceu o seu primeiro hospital em Hualien e gradualmente expandiu o seu trabalho para a ajuda em casos de catástrofe e protecção ambiental.
Tzu Chi é mais conhecido pelo seu trabalho na assistência a catástrofes. Um dos atributos mais icónicos dos esforços de socorro a desastres de Tzu Chi é que os voluntários não só fornecem apenas ajuda de curto prazo, mas também participam em projetos de longo prazo para ajudar a reconstruir as comunidades afetadas. Tzu Chi costuma construir novas casas, escolas, hospitais e locais de culto (incluindo igrejas e mesquitas para não budistas) na sequência de uma catástrofe.

## Wei Chueh

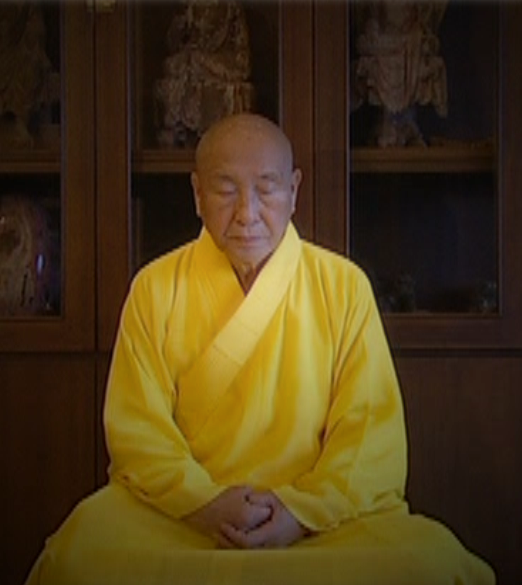
Mestre Wei Chueh, o fundador do Chung Tai Chan

O Mestre Wei Chueh (1928 - 8 de Abril de 2016) foi um monge budista chinês. Ele fundou a ordem budista Chung Tai Shan em 1987, com a sua sede, o Mosteiro Chung Tai Chan em Nantou, Taiwan sendo concluído em 2001. Chung Tai Shan enfatiza a prática da meditação para purificar a mente e encoraja as pessoas a ingressar na vida monástica.
Wei Chueh nasceu em 1928 em Xikang (atual Sichuan), na China continental . Em 1963, ele foi ordenado pelo Mestre Lin Yuan no Mosteiro Shi Fan Da Jue Chan em Keelung, Taiwan. Recebeu a ordenação superior em 1967 no Templo Daijue em Keelung, Taiwan. Ele ofereceu muitos retiros em Yilan, Hsinchu e Hong Kong antes de se estabelecer em isolamento solitário em Yangmingshan, perto do distrito de Wanli, Nova Taipei . O Mestre Wei Chueh tornou-se popular entre as pessoas da região nos anos 80 pelas suas aulas de meditação e retiros.
Em 1987, ele fundou o Templo Lin Quan no condado de Taipei . Wei Chueh tornou-se conhecido por organizar retiros Zen de sete dias e assembleias do dharma, bem como pelo seu estilo de pregação "animado e flexível".
Devido ao contínuo crescimento de discípulos leigos, como de discípulos monásticos, ele fundou o Mosteiro Chung Tai Chan em Nantou, Taiwan, em setembro de 2001. A Chung Tai Shan é a organização menos socialmente empenhada das principais organizações budistas, enfatizando a purificação da própria mente e o estudo religioso sobre a caridade ou a ajuda em desastres.
O mestre Wei Chueh morreu aos 88 anos em 8 de Abril de 2016.